# Госфорд
Госфорд (англ. Gosford) — город на побережье Тасманова моря в штате Новый Южный Уэльс, Австралия, располагается к северу от Сиднея. Госфорд является городом-спутником Сиднея, его быстрый рост связан с жилищным кризисом в самом Сиднее.
В городе проживает 155 271 человек (2006). Это 5-й по населению город штата после Сиднея, Ньюкасла, Вуллонгонга и Лейк-Маккуори.

## История
До прихода европейцев здесь проживали 2 группы австралийских аборигенов: куррингаи и даркинюнги. Территория изучалась Артуром Филиппом в 1788-1789 годах. Эти земли не заселялись в первой половине XIX столетия из-за неблагоприятных условий для сельского хозяйства и отсутствия средств коммуникации.
В 1839 году Госфорд был основан. В 1825 его население равнялось сотне человек, однако половина из них была каторжниками. В 1885 поселение получило статус города, а в 1887 была открыта железнодорожная линия до Сиднея. Окончательно транспортные проблемы города были решены в 1930, когда был открыт Тихоокеанский автобан.